# Heterosexismo
El heterosexismo (de heterosexualidad y sexismo), o heterocentrismo, es un término que asegura la existencia de un sistema de actitudes, sesgos y discriminación que está en favor de una sexualidad entre sexos opuestos. Puede incluir la suposición de que todas las personas son a priori heterosexuales o que las relaciones entre sexos opuestos son la única norma, además, la creencia de que las personas heterosexuales son superiores, invisibilizando cualquier otra forma afectivo-sexual diferente a la heterosexual. Además, el heterosexismo indica la discriminación y el prejuicio en favor de las personas heterosexuales y contra los gay, las lesbianas y los bisexuales. Como predisposición hacia las personas heterosexuales y la heterosexualidad, el heterosexismo se califica por estar "arraigado y [ser] característico de las más importantes instituciones sociales, culturales y económicas de nuestra sociedad."
Por lo tanto, el heterosexismo engloba las creencias y las actitudes subyacentes de tal preferencia. El heterosexismo no es monopolio exclusivo de las personas heterosexuales. La gente de cualquier orientación sexual, incluso gais, lesbianas, bisexuales, pueden tener creencias heterosexistas dimanadas de la noción cultural esencialista en la que la masculinidad (el varón) y la feminidad (la mujer) se complementan entre sí. En algunos casos, el heterosexismo radical puede interpretarse como una extensión del machismo social.
El término heterosexismo fue acuñado por André Gide en 1911 para referirse a la imposición social de la atracción hacia el sexo opuesto. «Pensemos que en nuestras sociedades, en nuestras costumbres, todo predestina un sexo al otro; todo enseña la heterosexualidad, todo invita a ella, todo la provoca, teatro, libro, periódico...», escribió. Su punto de partida fue la obra de Freud Tres ensayos sobre la teoría sexual publicada en 1905 en la que puso en cuestión que la heterosexualidad fuera una cosa «natural». Según Freud no se nacía heterosexual sino que la atracción sexual hacia las personas del sexo opuesto era el resultado de un aprendizaje iniciado en la más tierna infancia.